# 林榮三文學獎
林榮三文學獎是林榮三文化公益基金會主辦、《自由時報》協辦的文學獎，以「鼓勵以文學表現生命力的作者，激勵台灣文學創作」為宗旨，獎項包括：短篇小說、散文、新詩、小品文。得獎作品將刊登於《自由時報》，並集結成得獎作品集供人免費索取。曾與《聯合報》「聯合報文學獎」、《中國時報》「時報文學獎」並稱為臺灣最重要的「三大報文學獎」。

## 歷屆得主[3]

### 第一屆：2005年
小說獎：
- 首獎-伍軒宏〈阿貝，我要回去了〉、貳獎-鍾文音〈鏽〉、參獎-賀景濱〈去年在阿魯吧〉

散文獎：
- 首獎-蔡逸君〈聽母親說話〉、貳獎-米爾〈寬廣的世界〉、參獎-鍾文音〈城市演習〉

新詩獎：
- 首獎-李進文〈潛入獄中記〉、貳獎-凌性傑〈La dolce vita〉、參獎-林婉瑜〈尋找未完成的詩〉

小品文獎：
- 張芬齡〈愛情變奏曲〉、范欽慧〈終結潮水〉、葛愛華〈四方格子〉、陳燕欣〈暴風雨〉、王若瑜〈之外〉、解昆樺〈雙島〉、傅怡禎〈錄音〉、陳維鸚〈奇蹟〉、六二三〈煮飯花〉、馮平〈人間花園〉

### 第二屆：2006年
小說獎：
- 首獎-賴志穎〈獼猴桃〉、貳獎-李儀婷〈躺屍人〉、參獎-甘耀明〈香豬〉
- 佳作-王世賢（魚夢翔）〈親不知子〉、佳作-陳潔曜〈我對安逸過敏〉

散文獎：
- 首獎-劉梓潔〈父後七日〉、貳獎-葉國居〈相片裡的公雞叫聲〉、參獎-張芬齡〈生活儀式〉
- 佳作-伍軒宏〈殘念筆記〉、佳作-劉淑貞（言叔夏）〈馬緯度無風帶〉

新詩獎：
- 首獎-陳思嫻〈卓瑪嘉因〉、貳獎-甘子建（天空魚）〈玫瑰的名字〉、參獎-張英珉〈阿巴斯還沒醒來〉
- 佳作-陳昱成（若驩）〈可口樂園〉、佳作-林達陽〈如果降下大雨〉

小品文獎：
- 何美諭〈木味〉、吳億偉〈打鐘卡〉、馬景珊（三馬）〈三個永遠〉、許俐葳（神小風）〈美少女戰士的變身〉、劉碧玲〈倚門望只因為下雨了〉、陳栢青〈傀儡戲〉、曾谷涵〈晨跑〉、花柏容（甜甜圈）〈癢〉、胡志偉〈讀報〉、張芬齡〈洗衣〉

### 第三屆：2007年
小說獎：
- 首獎-塔塔攸（楊慎絢）〈廢河遺誌〉、貳獎-洪兹盈〈無愛練習〉、參獎-林妏霜〈配音〉
- 佳作-花柏容〈命運的耳語〉、佳作-蘇敬仁〈餐桌〉

散文獎：
- 首獎-黃文鉅〈宅男物語〉、貳獎-吳美麗〈番仔田記事〉、參獎-黃信恩〈蟬〉
- 佳作-王盛弘〈天天鍛鍊〉、佳作-呂政達〈尋找紅莓果〉

新詩獎：
- 首獎-吳國源〈我的愛人總是回憶不起來〉、貳獎-何亭慧〈不存在的夏天〉、參獎-閰鴻亞（鴻鴻）〈我現在沒有地址了〉
- 佳作-凃妙沂〈她們正在穿越生命的河〉、佳作-許芳綺〈過於巨大的名字〉

小品文獎：
- 花柏容（甜甜圈）〈衝浪機〉、鄭麗卿〈茶米茶〉、侯紀萍〈一枚印章〉、李振豪（湖南蟲）〈大象〉、林怡君〈琥珀〉、石芳瑜〈低腰褲〉、李時雍〈拇指印〉、吳柳蓓〈剪·指甲〉、李佳穎（韓曦瑛）〈墨刻〉、陳斐翡〈臨別〉

### 第四屆：2008年
小說獎：
- 首獎-從缺、貳獎-高翊峰〈狗影時光〉、參獎-江育珊〈蛇〉
- 佳作-卓嘉琳〈咱來邀請妳們共同欣賞〉、佳作-葉佳怡〈青絲胡同〉、佳作-詹俊傑〈魚〉

散文獎：
- 首獎-呂政達〈白雪公主與七矮人〉、貳獎-庸深〈漫長的告別〉、參獎-李永松〈彩虹橋〉
- 佳作-陳育萱〈塵生〉、佳作-廖晉儀〈心猿〉

新詩獎：
- 首獎-吳岱穎〈回函：致拉撒若夫人〉、貳獎-河岸〈更衣室裡的大象〉、參獎-林德俊〈翻譯一個早晨──給自惠明學校畢業的盲兒JY〉
- 佳作-連明偉〈遷徙〉、佳作-游書珣〈甕裡的母親〉

小品文獎：
- 林雅純〈蝙蝠夢魘〉、陳允元〈老鼠的字盤〉、林力敏〈外公的淚滴〉、林達陽〈難題〉、楊芳宜〈紡織廠的消失〉、蔡文騫〈時光進站〉、寒荻〈幸福的養成〉、洪素萱〈外語課〉、蔡昀臻〈打撈者〉、謝文賢〈爸爸〉

### 第五屆：2009年
短篇小說獎：
- 首獎-楊富閔〈逼逼〉、二獎-花柏容〈貓，A片及形而上的夜晚〉、三獎-陳思宏〈臥室裡的洞〉
- 佳作-許銘義〈來去約會瑪莉亞〉、佳作-朱宥勳〈倒數零點四三二秒〉

散文獎：
- 首獎-陳允元〈黃昏釣場〉、二獎-李順儀〈用槍時機〉、三獎-吳淑娟〈幽微之光〉
- 佳作-項薇之〈初履〉、佳作-蔡文騫〈我兄〉

新詩獎：
- 首獎-羅葉〈在國小圖書館〉、二獎-林餘佐〈我親愛的植物學家〉、三獎-洪慈謙〈永夜談〉
- 佳作-李長青〈黑暗之心〉、佳作-葉衽榤〈三月的翻譯〉

小品文獎：
- 石尚清〈製皂〉、林金萱〈關於豆芽的聲音〉、許芳綺〈自己的房間〉、黃琬瑜〈母親的衣櫃〉、鄭維鈞〈也是送行者〉、薛好薰〈母親的追蹤〉、林力敏〈不斷長高〉、陳依佳〈呼吸〉、賴冠樺〈代禱者〉、羅志誠〈火葬場〉

### 第六屆：2010年
短篇小說獎：
- 首獎-從缺、二獎-黃麗群〈卜算子〉、二獎-米果〈天堂密碼〉、三獎-洪茲盈〈末班夜車〉
- 佳作-馬景珊〈西西里海底城〉、佳作-熊信淵〈土地神一日〉

散文獎：
- 首獎-劉祐禎〈六色的原罪〉、二獎-呂政達〈避雨〉、三獎-沈政男〈說話的魚〉
- 佳作-施柏榮〈畫家〉、佳作-陳燁〈樂園〉、佳作-黃崇凱〈說話課〉

新詩獎：
- 首獎-張繼琳〈寫生簿〉、二獎-楊瀅靜〈雙面維諾妮卡〉、三獎-吳文超〈會議〉
- 佳作-湖南蟲〈我的名字就是我的詩〉、佳作-廖人〈琥珀女孩〉

小品文獎：
- 王怡心〈退貨〉、瓦歷斯．諾幹〈除夕夜〉、官志城〈玫瑰〉、林欽德〈好〉、陳麗珠〈一天〉、馮平〈蟲〉、張莉莉〈灶腳的聲音〉、張耀升〈第一道菜〉、蔡文騫〈再見刨冰攤〉、薛好薰〈巴掌與斷指〉

### 第七屆：2011年
短篇小說獎：
- 首獎-吳明倫〈湊陣〉、二獎-李桐豪〈非殺人小說〉、三獎-擬雀〈門神〉
- 佳作-張耀仁〈鼠日子〉、佳作-連明偉〈大魚〉、佳作-馬景珊〈楓江水埕〉

散文獎
- 首獎-王文美〈衰頹之路〉、二獎-詹傑〈走音〉、三獎-言叔夏〈白馬走過天亮〉
- 佳作-周紘立〈菸視〉、佳作-貓拓〈聽路〉、佳作-紀忠良〈沿海地帶〉

新詩獎
- 首獎-游書珣〈公路之舞〉、二獎-蘇文進〈滑鼠賦〉、三獎-李長青〈姓名學〉
- 佳作-徐珮芬〈達蘭薩拉男孩〉、佳作-王志元〈靶心〉、佳作-若驩〈植有木瓜樹的小鎮〉

小品文獎：
- 余玉琦〈倪瓚的樹文徵明的樹〉、呂政達〈打穀調〉、周淑貞〈識字〉、吳妮民〈章回故事〉、吳億偉〈乞〉、殷小夢〈在值班室〉、陳建全〈J〉、曾平貴〈Star〉、鄭郁萌〈手指旅程〉、賴冠樺〈親愛的小孩〉

### 第八屆：2012年
短篇小說獎
- 首獎-辛曉嵐〈邊境Storegga〉、二獎- 楊慎絢〈 奧德次雄〉、三獎-陳思宏〈平的 歪的 直的〉
- 佳作-張英珉〈 螞蟻還在的時候〉、佳作-馮啟斌〈色聲香味觸法〉

散文獎
- 首獎-王盛弘〈 種花〉、二獎-葉國居〈 討土〉、三獎-伊格言〈 恐懼遊戲〉
- 佳作-王威智〈M6〉、佳作-李翎瑋〈 陌生人〉、佳作-潘如玲〈邊緣，人在〉

新詩獎
- 首獎-黃岡 〈是誰把部落切成兩半？〉、二獎-鍾明燕〈 重金屬〉、三獎-林餘佐〈薄霧：靜物被神描繪〉
- 佳作-陳祐禎〈波羅門女在閻浮提海濱尋母〉、佳作-楊智傑〈1996〉

小品文獎
- 石尚清〈剪刀手〉、杜振木〈罰酒菜〉、林巧棠〈最好的舞伴〉、林燕珠〈假牙〉、陳意婷〈魔髮老爹〉、黃文俊〈熄燈的日子〉、蔡金琴〈親愛的，她的牙刷請幫我收好〉、劉素霞〈等待〉、謝玫汝〈瓶子裡的人〉

### 第九屆：2013年
短篇小說獎
- 首獎-李桐豪〈養狗指南〉、二獎-李奕樵〈兩棲作戰太空鼠〉、三獎-游玫琦〈女朋友〉
- 佳作-周凱〈牽手〉、佳作-謝智威〈完美的一天〉

散文獎
- 首獎-李秉朔〈寂寞不死〉、二獎-包子逸〈一席之地：圖書館浮世繪與其他〉、三獎-翁禎翊〈指叉球〉
- 佳作-邱比特〈我的夢和遺忘的人〉、佳作-湖南蟲〈壁虎〉、佳作-廖梅璇〈精神病院皮下鉤沉〉

新詩獎
- 首獎-王姿雯〈情事〉、二獎-田煥均〈建築學概論〉、三獎-陳少〈百生〉
- 佳作-王天寬〈保佑所有已經蓋了的房子和慈悲的空地〉、佳作-蕭詒徽〈甜蜜的家庭〉

小品文獎
- 林力敏〈變大的山〉、林芳騰〈巡田水〉、林育德〈照片中的母親〉、沈宗霖〈記憶床墊〉、周桂音〈午休〉、許俐葳〈我同學ㄟ〉、陳少翔〈阿嬤的收音機〉、張雅涵〈城〉、郭品宏〈小戚的生物課〉、黃暐婷〈小火慢燉〉

### 第十屆：2014年
短篇小說獎
- 首獎-陳思宏〈廁所裡的鬼〉、二獎-邱末露〈冰山〉、三獎-陳大中〈關於末日的愛情及其他〉
- 佳作-方中士〈霾害〉、佳作-黃汶瑄，〈氵〉、佳作-周紘立〈冥王星後事〉

散文獎
- 首獎-楊隸亞〈結婚座〉、二獎-黃胤諴〈冷熱體事〉、三獎-曾谷涵〈天籟調〉
- 佳作-劉崇鳳〈鬆綁〉、佳作-郝妮爾〈神的遊戲〉

新詩獎
- 首獎-蔡文騫〈親愛的老婆〉、二獎-王宗仁〈在這裡〉、三獎-湖南蟲〈一起移動〉
- 佳作-陳柏煜〈初冬〉、佳作-蕭詒徽〈合照〉

小品文獎
- 小冰〈糞器〉、何志明〈敝屣〉、林芳騰〈再走一段〉、張芬齡〈翻譯家〉、曾谷涵〈清屯〉、貳貳〈分類〉、鄭楣潔〈毀滅的方式〉、鄧安妮〈蝦窟〉、薛好薰〈行事曆〉、蘇園雅〈髮〉

### 第十一屆：2015年
短篇小說獎
- 首獎-鍾旻瑞〈泳池〉、二獎-方清純〈雞婆要出嫁〉、三獎-秀赫〈深度安靜〉
- 佳作-凌明玉〈看人臉色〉、佳作-葉俊煒〈山豬王

散文獎
- 首獎-黃森茂〈孵化〉、二獎-黃暐婷〈綑綁〉、三獎-謝智威〈我的蟻人父親〉
- 佳作-陳宗暉〈祝你早日康復〉、 佳作-顏訥〈蚵牙少年〉

新詩獎
- 首獎-朱國珍〈Nhari〉、二獎-尹隱〈濱海病院〉、三獎-陳宗暉〈舊傷〉
- 佳作-未泯〈當他們扣下扳機〉、佳作-曾元耀〈拔一條河〉

小品文獎
- 亦槐〈吃魚〉、周盈秀〈減重〉、神神〈父親的菸，兒子的酒〉、張雅芳〈勝利者〉、張龘雪〈夜啼郎〉、郭子琳〈小美啟示〉、陳冠良〈有時寂寞〉、陳姵蓉〈觀世音〉、謝文賢〈孩子的雨〉、蘇園雅〈涎〉

### 第十二屆：2016年
短篇小說獎
- 首獎-蕭鈞毅〈身為女人〉、二獎-林新惠〈虛掩〉、三獎-聶宏光〈襯衫〉
- 佳作-李璐〈三分之二的松鼠〉、佳作-施君涵〈紙月亮〉

散文獎
- 首獎-朱國珍〈半個媽媽，半個女兒〉、二獎-楚然〈我的情人住在動物園〉、三獎-顧玉玲〈聽見〉
- 佳作-李勇達〈蝸牛〉、 佳作-蕭詒徽〈感冒〉

新詩獎
- 首獎-蕭詒徽〈並不〉、二獎-吳鑒益〈變色龍〉、三獎-Ginkgo〈永恆的夏日〉
- 佳作-吳佳駿〈新兵戰鬥指南〉、佳作-張英珉〈阿勒坡的運動會〉

小品文獎
- Nero〈在倫敦死去的台灣少女〉、方秋停〈記憶消波塊〉、李學人〈穴居〉、林文騰〈曬剝皮魚〉、林育德〈父親的服事〉、林媽肴〈呼請城隍爺〉、洪雪芬〈紅豆湯〉、莊韻蘋〈去你的旅行〉、賴翠玲〈換刀〉、謝孟宗〈我的朋友張無忌〉

### 第十三屆：2017年
短篇小說獎
- 首獎-陳東海〈刣雞蔡仔〉、二獎-游玫琦〈淡淡的，三月天〉、三獎-解昆樺〈拳縫糾結的玫瑰〉
- 佳作-葉琮〈第二次青春〉、佳作-羅曉盈〈手剎車〉

散文獎
- 首獎-楊莉敏〈不散〉、二獎-游善鈞〈男人的手肘〉、三獎-馮孟婕〈安島島民之死〉
- 佳作-崔舜華〈神在〉、 佳作-沈信宏〈玫瑰之夜〉

新詩獎
- 首獎-曹馭博〈與蒂蒂復健一日〉、二獎-然靈〈投手之丘〉、三獎-李依亭〈雨中走路〉
- 佳作-吳建樑〈眾聲絮語〉、佳作-許芳綺〈小蟻〉

小品文獎
- 王書緋〈青果之累〉、李家棟〈腹語〉、沈信宏〈不滿〉、徐禎苓〈蝦趴〉、許勝雲〈沉默〉、陳建嘉〈快死了〉、陳彥誌〈掉藥 〉、陳翔羚〈業務員小戴〉、黃志聰〈棋盤格子〉、范芸萍〈雪地來的毛孩〉

### 第十四屆：2018年
短篇小說獎
- 首獎-曹栩〈魚的境況〉、二獎-北比〈四十度的夏天〉、三獎-劉真儀〈守口如瓶〉
- 佳作-李俊學〈地仗〉、佳作-蕭信維〈豕者〉

散文獎
- 首獎-胡靖〈洗事〉、二獎-曾柏勛〈出張〉、三獎-李家棟〈鯨落〉
- 佳作-陳其育〈天空〉、 佳作-佳樺〈閻王低頭〉

新詩獎
- 首獎-林儀〈注音練習〉、二獎-何亭慧〈給孩子的詩〉、三獎-663〈菜鳥〉
- 佳作-陳牧宏〈石榴花〉、佳作-蔣闊宇〈共乘〉

小品文獎
- 王思婷〈我是一名色情守門員〉、伍季〈十三年〉、陳東海〈球審的卵葩〉、陳冠良〈遊牧的螞蟻〉、陳逸勳〈賞味期限〉、曾元耀〈我是芙里尼〉、黃文俊〈他們洗澡的時刻〉、蕭信維〈收淚〉、賴冠樺〈孤兒〉、簡君玲〈母親的布店回憶〉

### 第十五屆：2019年
短篇小說獎
- 首獎-姜天陸〈擔馬草水〉、二獎-寺尾哲也〈州際公路〉、三獎-劉旭鈞〈猴〉
- 佳作-何敏誠〈探病〉、佳作-陳柏言〈雨在芭蕉裡〉

散文獎
- 首獎-李筱涵〈童仔仙〉、二獎-佳樺〈玫瑰與獸〉、三獎-林薇晨〈水火戰場〉
- 佳作-洪愛珠〈吃麵的兆頭〉、 佳作-高自芬〈花人〉、 佳作-陳逸勳〈革命前夕的摩托車日記〉、 佳作-蕭名翊〈驅邪〉

新詩獎
- 首獎-蕭詒徽〈乘客〉、二獎-田煥均〈動物園〉、三獎-林薇晨〈粵語課〉
- 佳作-楊智傑〈超上海2019〉、佳作-鄭琬融〈她們翻越邊界的邊界〉

小品文獎
- 李怡坤〈心通〉、林力敏〈待夾的娃娃〉、陳怡潓〈月世界〉、陳東海〈綠燈〉、陳柏瑤〈婚禮鞋〉、陳曙萍〈聲音〉、蔡玉珍〈沒有子宮的女人〉、蕭名翊〈績效考核〉、蕭信維〈戒菸〉、賴俊儒〈裡面〉

### 第十六屆：2020年
短篇小說獎
- 首獎-林楷倫〈雪卡毒〉、二獎-林文心〈遊樂場所〉、三獎-邱常婷〈斑雀雨〉
- 佳作-搖俞〈我們要如何才能原諒自己〉、佳作-劉思坊〈四小天鵝〉

散文獎
- 首獎-騙人小鬼愛阿布〈格列佛〉、二獎-李達達〈浮蝶〉、三獎-木匠〈老祖〉
- 佳作-王麗雯〈花非花〉、佳作-學長〈蕨路〉

新詩獎
- 首獎-游善鈞〈感覺那根針還在〉、二獎-吳可名〈換行——有贈〉、三獎-莊子軒〈安娜——記庚子疫變〉
- 佳作-波戈拉〈六月十三，在府番〉、佳作-陳祐禎〈一位東部居家服務督導的一天〉

小品文獎
- 小冰〈鏽城〉、方郁甄〈老kán〉、江洽榮〈笑〉、林佳樺〈大ㄟ〉、洪雪芬〈占領〉、栩栩〈陰翳禮讚〉、曹瑋〈放風〉、陳怡芬〈喧囂的空房間〉、賴俊儒〈Ctrl+F〉、羅婷〈棄養〉

### 第十七屆：2021年
短篇小說獎
- 首獎-（從缺）、二獎　騙人小鬼愛阿布〈賣骨〉、三獎-林楷倫〈溪底無光〉 、三獎-賴俊儒〈隔夜車〉
- 佳作-唐墨〈代天行騙〉、佳作-邱映寰〈過橋後才看得見倒影〉

新詩獎
- 首獎-游善鈞〈褪色的馬〉、二獎-皓瑋〈六月〉、三獎-鹿鳴〈外送員不思議〉
- 佳作-林佑霖〈周林〉、佳作-黃柏軒〈腎友日記〉

散文獎
- 首獎-吳雨宸〈沙漠之春〉、二獎-賴俊儒〈我們的衣櫃〉、三獎-陳議威〈內向雨林〉
- 佳作-蕭培絜〈微城〉、佳作-顏一立〈一天〉

小品文獎
- 古乃方〈華爾街母狼心事〉、邱學甫〈夜常〉、陳彥誌〈逝水〉、雲鯨航行〈洄游〉、楊婷雅〈鯨落〉、萬盈穗〈晚餐〉  劉亦〈逃逸速度〉、賴俊儒〈上勾〉、鍾勝峰〈父〉、簡玲〈大衣〉

### 第十八屆：2022年
短篇小說獎
- 首獎-王仁劭〈三合一〉、二獎-黃茵〈最多三八的那支〉、三獎-林楷倫〈返山〉
- 佳作-史聖智 Sú Sìng-tì〈陷眠〉、左耀元〈聽見蛙鳴〉

新詩獎
- 首獎-曾一安〈技術與美德〉、二獎-吳浩瑋〈幸運的是黃昏〉、三獎-鄭聿〈普快狀態〉
- 佳作-喵球〈七十年前他喝的有時候是虱目魚湯〉、蔡雅婷〈環島〉

散文獎
- 首獎-陳柏煜〈結冰、解渴、排水、沖洗〉、二獎-林文心〈我與施女士的病〉、三獎-劉大芸〈人體模特兒、神韻的物理規律與疤痕海豚〉
- 佳作-黃昱嘉〈鴿籠〉、楊瀅靜〈安全社交距離〉

小品文獎
- 阮秀莉〈司機手〉、林自華〈啁啾〉、林纓〈我是○○○〉、阿燐仔〈三盞路燈的夜晚〉、胡正義〈修場一隅〉、李建智〈牆上的2011年的日曆〉、許翠庭〈平安龜〉、黃春美〈幫母親洗澡〉、葉淑音〈餘溫〉、鄭堪遠〈紅包〉

### 第十九屆：2023年
短篇小說獎
- 首獎-陳二源〈B級品〉、二獎-張嘉真〈120 fps〉、三獎-偷筆 〈聖水〉
- 佳作-鄭宇翔〈安全戲水〉、顏一立〈火山〉

新詩獎
- 首獎-湖南蟲〈自拍流出〉、二獎-鄭琬融〈廢田，冷海，曠野中的白矢〉、三獎-一靈〈門前冥想〉
- 佳作-吳浩瑋〈養一條狗叫荒荒〉、周先陌〈殺雞的人〉

散文獎
- 首獎-潘柏霖〈媽媽說我是假的〉、二獎-張馨潔〈讓我們停留在口腔〉、三獎-尹金〈神之子〉
- 佳作-江鵝〈吃粽〉、陳建志〈翻唱黃鶯鶯〉

小品文獎
- 白常屾〈我的短跑教練〉、吳緯婷〈購物男子〉、林佳樺〈鈕扣〉、洪倪〈西瓜甜不甜〉、桂尚琳〈姊妹〉、張庭怡〈地圖〉、凱莉貝〈I SEE ICU〉、毓秀〈公呆〉、鄭麗卿〈種植香蕉的地方〉、蘇吉〈雲端社區生活指南〉

## 外部連結
- 財團法人林榮三文化公益基金會官網 （页面存档备份，存于）